# Jaten (Jaten)
Jaten is een bestuurslaag in het regentschap Karanganyar van de provincie Midden-Java, Indonesië. Jaten telt 14.838 inwoners (volkstelling 2010).